# زوراب تسيريتيلي
زوراب تسيريتيلي (مواليد 4 يناير 1934) (بالجورجية: ზურაბ კონსტანტინეს ძე წერეთელი) (بالروسية: Зураб Константинович Церетели) هو رسام ونحات ومهندس معماري جورجي-روسي. من بين الأعمال التي صمّمها تمثال بطرس الأكبر.

## مسيرته
ولد تسيريتيلي في تبليسي، وتخرج من أكاديمية الفنون في تبليسي، لكنه سرعان ما انتقل إلى موسكو. من بين أعماله من الحقبة السوفياتية منتجع للأطفال في سوتشي، تم الانتهاء منه في عام 1986. وكانت زوجته الأميرة أندرونكاشفيلي، من عائلة جورجية نبيلة تدعي الأصل الأبوي من الإمبراطور البيزنطي أندرونيكوس الأول كومنينوس.
شغل منصب رئيس الأكاديمية الروسية للفنون منذ عام 1997.
في مارس 2014، وقّع على رسالة تأييد لموقف رئيس روسيا فلاديمير بوتين حول التدخل العسكري الروسي في أوكرانيا.